# Cantón de Moissac-2
El cantón de Moissac-2 era una división administrativa francesa, que estaba situada en el departamento de Tarn y Garona y la región de Mediodía-Pirineos.

## Composición
El cantón estaba formado por dos comunas, más una fracción de la comuna que le daba su nombre:
- Lizac
- Moissac (fracción)
- Montesquieu

## Supresión del cantón de Moissac-2
En aplicación del Decreto n.º 2014-273 de 27 de febrero de 2014, el cantón de Moissac-2 fue suprimido el 22 de marzo de 2015 y sus 3 comunas pasaron a formar parte del nuevo cantón de Moissac.